# William Craig (nuotatore)
William Norval Craig, detto Bill (Culver City, 16 gennaio 1947 – Newport Beach, 1º gennaio 2017) è stato un nuotatore statunitense.

## Carriera
Assieme ai compagni Thompson Mann, Fred Schmidt e Steve Clark ha vinto la staffetta 4x100m misti ai giochi di Tokyo 1964 facendo anche segnare il nuovo primato mondiale (3'58"4).

## Palmarès
- Giochi olimpici

Tokyo 1964: oro nella 4x100m misti.
- Giochi panamericani

San Paolo 1963: oro nella 4x100m misti.